# Diamante de Elizabeth Taylor
El diamante de Elizabeth Taylor, anteriormente conocido como el diamante Krupp, es una gema incolora de 33,19 quilates (6,6 g) de peso y gran transparencia, que Richard Burton compró para su esposa Elizabeth Taylor en 1968. Era una de las numerosas joyas importantes que poseía la actriz británica, cuya colección también incluía el diamante Taylor-Burton de 68 quilates, adquirido por la pareja en 1969. El diamante de Elizabeth Taylor fue vendido por los herederos de Taylor en 2011 por 8,8 millones de dólares.

## Descripción
El diamante de Elizabeth Taylor es una pieza incolora con corte Asscher, con una faceta culet bastante grande, lo que indica que probablemente fue tallado antes de la década de 1920, época en que este tipo de tallado dejó de utilizarse. Un informe del 9 de mayo de 2011 del Gemological Institute of America (informe número 1132411262) indica que el diamante es de color D y claridad VS1. Una carta complementaria indica, entre otros detalles, que se ha determinado que la piedra es del Tipo IIa.

## Historia
El diamante recibió originalmente el nombre de la poderosa familia de industriales alemanes Krupp, y se vendió como parte del patrimonio de Vera Krupp (1909-1967), segunda esposa de Alfried Krupp von Bohlen und Halbach.
El diamante fue robado el 10 de abril de 1959. Mientras Vera Krupp y el capataz del rancho Spring Mountain (situado a unos 40 km de Las Vegas) terminaban de cenar, tres hombres llamaron a su puerta. En segundos, entraron a la fuerza, le arrebataron con brusquedad el diamante (que entonces estaba montado en un anillo) del dedo, causándole una herida. Los ladrones procedieron a vendarles los ojos a Krupp y a su capataz y los ataron con el cable de una lámpara. Luego, registraron la casa y robaron unos 700.000 dólares en efectivo, un revólver y una cámara. Krupp y el capataz lograron escapar, pero el teléfono del rancho, que funcionaba con pilas, estaba sin batería, por lo que tuvieron que conducir hasta el aeropuerto de Las Vegas para llamar a la policía. El FBI intervino porque se asumió que el diamante robado pronto sería transportado a través de las fronteras estatales. Esta teoría resultó ser correcta. Gracias a un aviso de un informante de Newark (Nueva Jersey), que advirtió al FBI de que se estaba intentando vender un diamante inusualmente grande, se pudo detener rápidamente al ladrón que se había quedado con el diamante. La piedra pudo recuperarse durante la detención, tras descubrirse que la llevaba escondida en el forro de su abrigo.
Burton compró el diamante Krupp el 17 de mayo de 1968 en una subasta en Nueva York por 307.000 dólares, y se lo entregó a Taylor en su yate, el Kalizma, mientras estaba amarrado en el río Támesis en Londres.
Elizabeth Taylor lució el diamante Krupp como anillo y lo llamó su pieza favorita. Junto con otras famosas piezas de joyería de su colección, se convirtieron en parte de la imagen de la actriz. Tras su muerte, la piedra pasó a llamarse "El diamante de Elizabeth Taylor".
Taylor solía lucir sus propias joyas, incluido el diamante Krupp, en películas, series de televisión y apariciones personales cuando lo consideraba apropiado.
La actriz británica falleció en 2011 y el diamante fue subastado por sus herederos el 16 de diciembre de 2011 en la casa Christie's, tras ser rebautizado como diamante de Elizabeth Taylor. Se vendió por 8.818.500 dólares (incluida la prima del comprador, equivalentes a 11.9 millones dólares actuales), al conglomerado de Corea del Sur E-Land, estableciendo un precio récord de 265.697 dólares por quilate para un diamante incoloro.